# Complexona

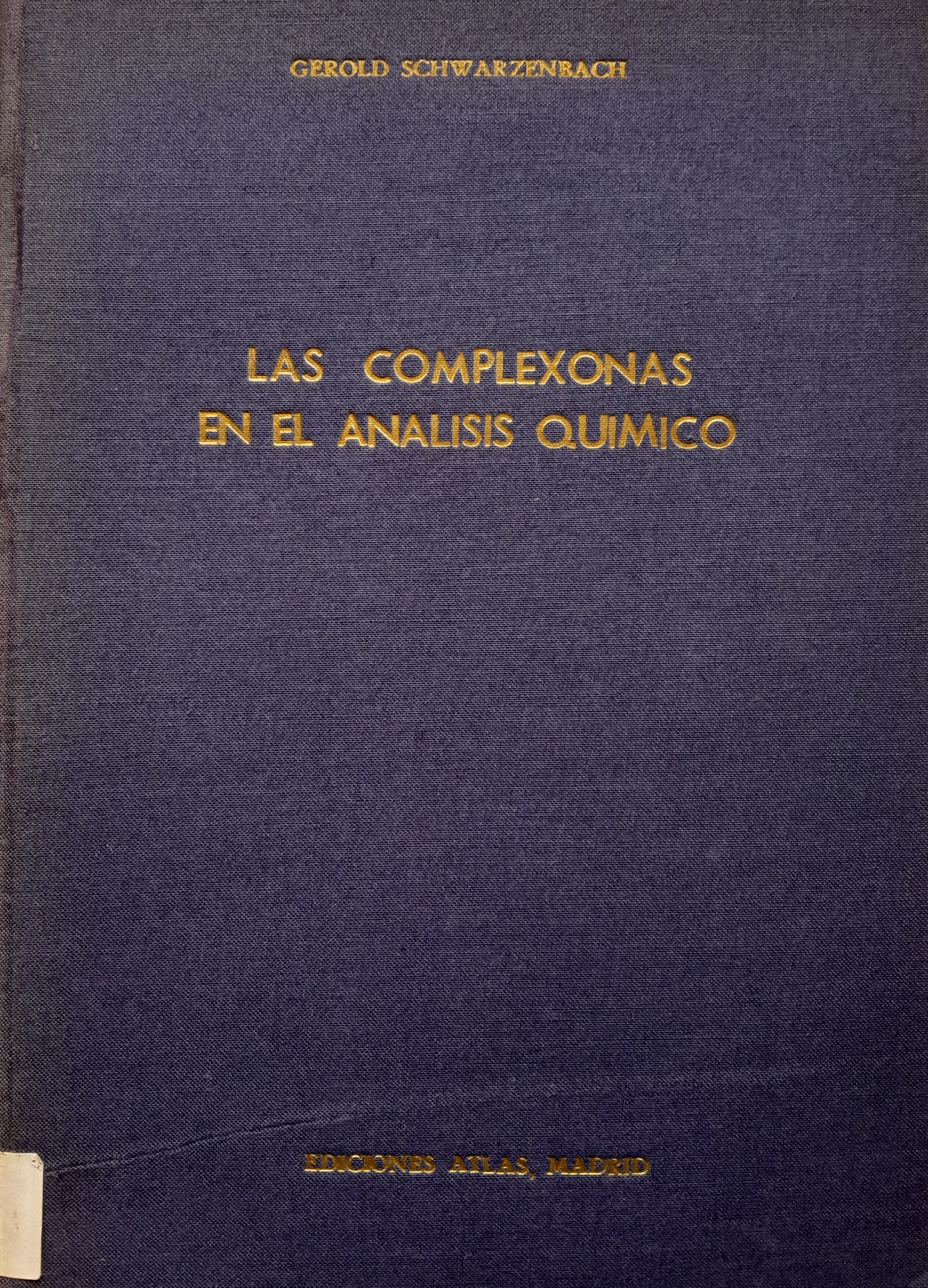
Portada del libro de Gerold Schwarzenbach traducido al español

Las complexonas son agentes complejantes polidentados formadores de quelatos (complejos muy estables) con los iones metálicos, ya que contienen en su molécula varias clases de átomos donadores  de pares de electrones de tipo amina y carboxilo. Tienen aplicaciones en el análisis químico, como valorantes en las titulaciones complexométricas o como agentes enmascarantes. También se utilizan  en la formulación de detergentes, como secuestrantes de calcio. 

## Introducción y uso en el análisis químico
En los años 1940 Gerold Schwarzenbach introdujo un importante grupo de reactivos que forman complejos quelatos con los metales. Estos reactivos se conocen vulgarmente con el nombre de "Complexonas" o "Quelones".

EDTA, sal disódica

Gran parte de estos compuestos son ácidos aminopolicarboxílicos, siendo el más importante el ácido etilendiaminotetraacético (HOOCCH2)2N-CH2-CH2-N(CH2COOH)2  o, de forma abreviada AEDT (o EDTA por sus siglas en inglés). Este compuesto es un ácido tetraprótico, poco soluble en agua, pero su sal disódica, es  muy soluble, por lo que es este el compuesto comúnmente utilizado como reactivo, aunque casi siempre se sigue designando AEDT. Este reactivo forma complejos solubles, de estabilidades muy diversas, con todos los cationes metálicos, excepto los alcalinos. Al tratarse de un complejante hexadentado (seis pares de electrones disponibles para el enlace coordinado), el AEDT reacciona con el catión metálico en relación molar 1:1, con independencia del índice de coordinación que corresponda a dicho metal.        
Además del EDTA, también se han estudiado aplicaciones analíticas de otras complexonas, siendo el ácido nitrilotriacético (NTA) otro de los  ácido amino-policarboxílico de uso común en análisis volumétrico. Es un agente quelante tetradentado,  formado por un grupo amino y tres carboxilos. Sus aplicaciones son similares a las del EDTA.        

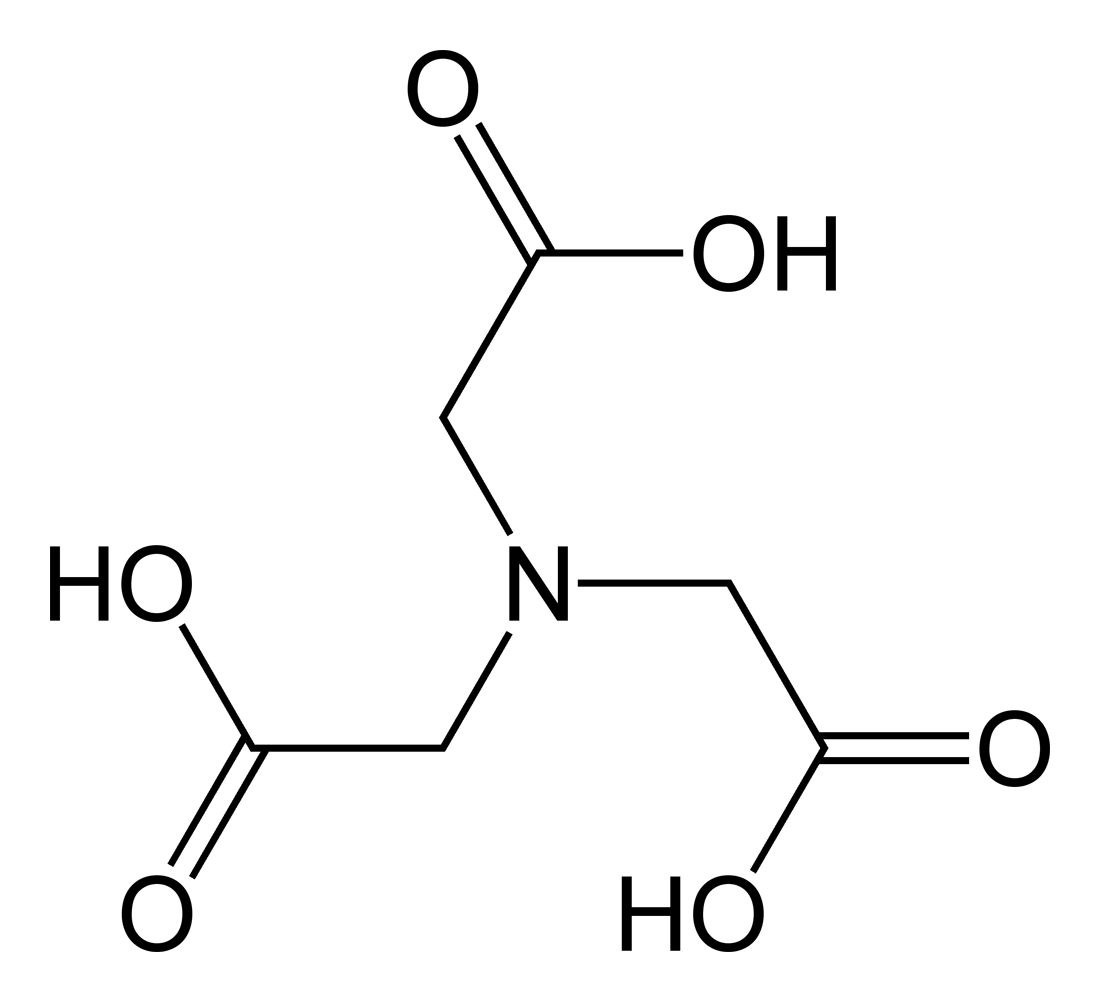
NTA

El ácido trans-1,2-diaminociclohexanotetracético (DCTA), también de alta capacidad quelante, forma complejos con numerosos iones metálicos, como las anteriores complexonas, incluidos, calcio, magnesio y zinc. El DCTA modificado con etilenglicol es selectivo para los iones de calcio en presencia de iones de magnesio.

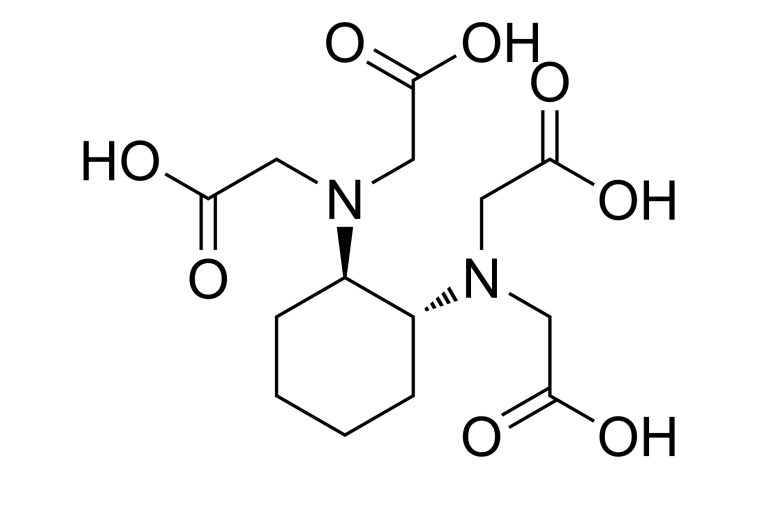
DCTA

También son complexonas, el ácido dietilentriaminopentaacético  o ácido pentético (DTPA), de estructura similar al EDTA, aunque con un grupo amino más,

DTPA

y el ácido etilenglicol-bis(β-aminoetileter)-N,N,N',N'-tetraacético (EGTA),

EGTA